# Museo del modellismo storico
Il Museo del modellismo storico è un museo ubicato a Voghenza, frazione del comune di Voghiera, a pochi chilometri dal capoluogo Ferrara.
Incentrato sulla collezione ed esposizione di modelli in scala di mezzi di trasporto, civili e bellici, e da competizione, offre ai visitatori, in ambienti di adeguata capienza, una panoramica sull'evoluzione di navi, veicoli e velivoli di pezzi di pregevole fattura e valenza storica, integrando la collezione con reperti storici e modernariato.
Il museo integra una fornita biblioteca e videoteca che permette la consultazione di volumi e filmati per un ulteriore approfondimento del temi e dei modelli trattati nello spazio espositivo, inoltre grazie all'opera dei suoi soci e modellisti è sede di un laboratorio dove vengono realizzati modelli su propria progettazione che spaziano su temi storici e diorami di sorci cittadini di alcuni centri ed edifici storici della provincia di Ferrara.

## Storia

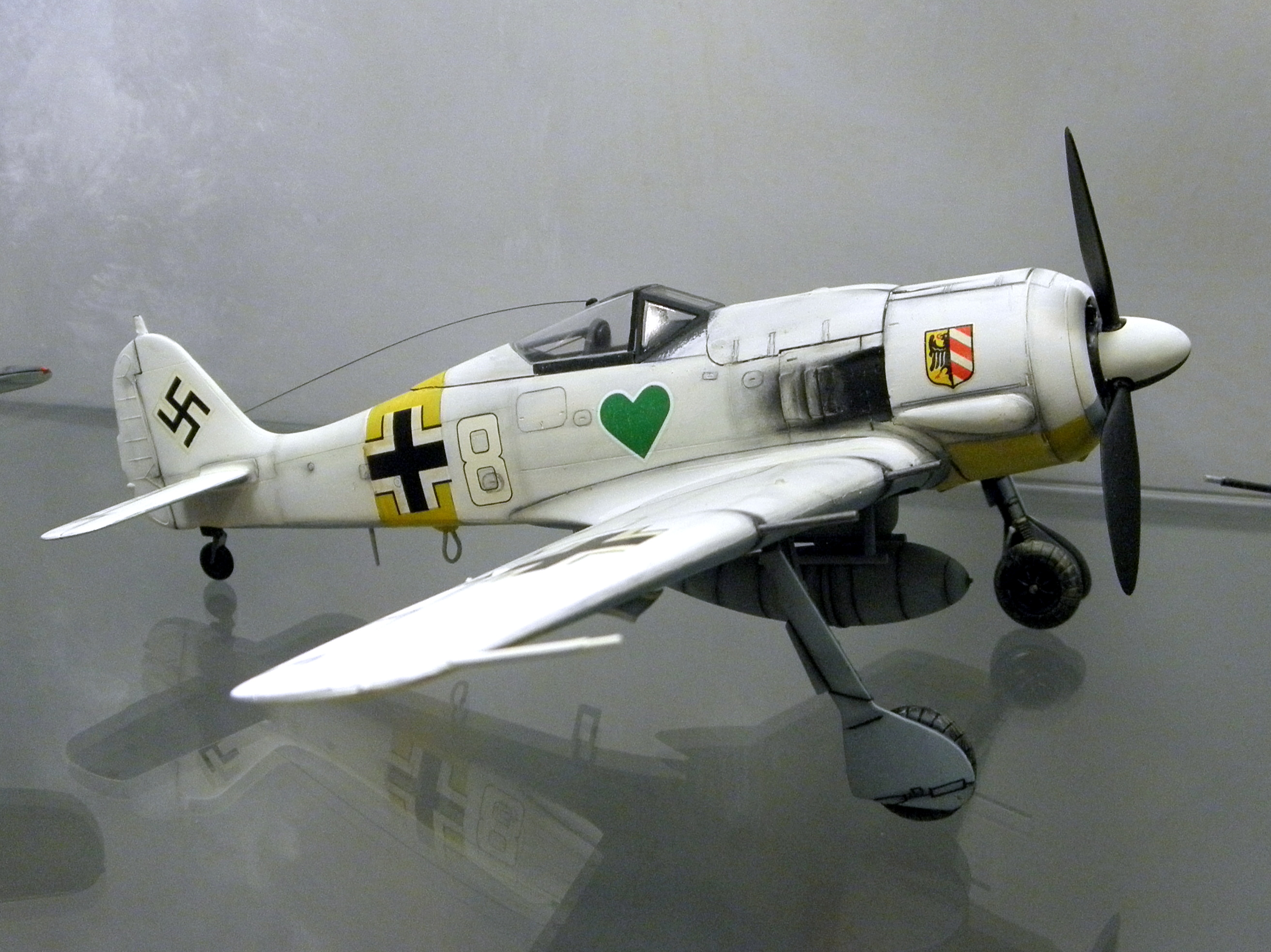
Modello in scala esposto nel museo che riproduce il Focke-Wulf Fw 190A-4 del Jagdgeschwader 54 (JG 54) in livrea invernale usato in Unione Sovietica dall'asso tedesco della Luftwaffe Walter Nowotny nel novembre 1942.

Alla metà degli anni settanta a Ferrara, nel borgo di San Giorgio, in locali sempre affollati e chiassosi, si ritrovavano i soci della mitica “Ferrariola", associazione polisportiva e del tempo libero, dove potevi incontrare maratoneti ginnasti e…modellisti.
La guida del club è stata, fin da subito, nelle mani di Leonello Cinelli: occhiali spessi, intelligenza vivissima e simpatia inarrivabile. Il nome scelto per il gruppo era semplice: “Modellisti Ferraresi”, con un calibro come logo.
Essendo cresciuto fin da subito il numero dei simpatizzanti, il modellismo trovò sempre meno sufficiente la sede iniziale, sentendo il bisogno di una sede propria, o meglio ancora, di un museo dove esibire quanto creato dai soci.
Il luogo adatto fu trovato in via De Romei, in un vecchio negozio di fumista. In quel posto si lavorò per mesi con pochi soldi e tanta energia. Il risultato fu la prima sede della nuova associazione che prese il nome di “Museo del modellismo storico”, volendo significare l’espressione di un modellismo non legato al passatempo ma alla    creazione di prodotti storicamente precisi, supportati da approfondite ricerche, progetti e preparazione tecnica.
Terminato il contratto della prima sede e l’associazione si trasferì per un breve periodo in una nuova sede, nella dimora che fu di Stella de Tolomei nel centro di Ferrara.
Al termine di quella breve esperienza, la sede del museo si trasferì nella sede attuale.
Sede ristrutturata in due anni di progettazione e di duro lavoro per trasformare una scuola elementare dismessa nei locali che andrete a visitare. Di tutto quello che vedrete, non esiste praticamente nulla di acquistato. Tutto, dai mobili alle vetrine, è stato creato dai soci del museo.
L'Associazione offre quindi ai visitatori il risultato della sua ormai pluridecennale storia e del suo costante impegno: agli appassionati in genere il frutto della sua proficua collaborazione con i principali musei locali e con svariati Enti culturali, comprese le Belle Arti, per i quali sono stati realizzati vari plastici e studi; ai visitatori sette sale espositive ambientate, con la  più ampia raccolta di modelli esposta al pubblico, un grande plastico ferroviario ed un ampio giardino dove è possibile far navigare, nell'annesso laghetto, modelli radiocomandati.
Il Museo è dotato inoltre di una vasta e fornita biblioteca tematica per la libera consultazione di volumi, video e progetti.

## Sezioni
Con un'area espositiva si disloca su un'area di oltre 400 m², Il museo è stato concepito come una piccola città del modellismo, dentro alla quale  troverete una stazione, una piazza, il museo delle auto da record, la biblioteca, la pinacoteca ,la stazione, un porto con la nave, un aeroporto ed un poggio col chiostro rinascimentale. Ogni sala è stata arredata ed allestita in maniera tematica